# Lysimachia santapaui
Lysimachia santapaui är en viveväxtart som beskrevs av Subba Rao och Halim. Lysimachia santapaui ingår i släktet lysingar, och familjen viveväxter. Inga underarter finns listade i Catalogue of Life.